# جانفرانکو لئونچنی
جانفرانکو لئونچنی (به ایتالیایی: Gianfranco Leoncini) بازیکن فوتبال اهل ایتالیا است 

## تیم ملی
از سال ۱۹۶۶ میلادی عضو تیم ملی فوتبال ایتالیا بوده و در ۲ بازی ملی حضور داشته‌است. او در بازی‌های ملی‌اش گلی به ثمر نرساند.
جانفرانکو لئونچنی آخرین بازی ملی خود را در سال ۱۹۶۶ میلادی انجام داد. وی در ۵ آوریل ۲۰۱۹ درگذشت.